# Trzciny (studium rysunkowe Stanisława Masłowskiego)
Trzciny – studium rysunkowe polskiego malarza Stanisława Masłowskiego z 1875 roku, znajdujące się (2022) w zbiorach Muzeum Narodowego w Warszawie
Rysunek ten – pochodzący z dawnej kolekcji D. Witke-Jeżewskiego – należał do zbiorów Muzeum Narodowego w Warszawie już w 1957 roku
Niniejszy rysunek należy do bardzo wczesnego, młodzieńczego okresu twórczości malarza. Jest zaliczany, w tej twórczości, do wątku dekoracyjnego, w którym dominuje dwuwymiarowe, płaskie traktowanie przedmiotu. Wstępnym motywem tego wątku było – w latach siedemdziesiątych dziewiętnastego stulecia – dokumentowanie otaczającej artystę przyrody.
Syn artysty, historyk sztuki – omawiając wczesne lata jego twórczości – wyodrębnił „‘inwentaryzatorskie’ rysunki”, do których zaliczył między innymi rysunki ostu, dziewanny i trzcin (1875) (dwa pierwsze z nich podkolorowane akwarelą). Zwracał przy tym uwagę, jak w tego rodzaju pracach, [...] „Zachwyciła [...] artystę konstrukcja owych arcydzieł natury, zainteresowała go budowa łodyg, liści, kwiatów[...], w których [...] kreska ostra i cienka znaczy ogólny zarys formy w najbardziej esencjonalnych i syntetycznych skrótach, a równocześnie jakże zdobniczych, rytmicznych, prawie ornamentalnych.” W dalszym ciągu kontynuował swe uwagi następująco: „Panuje tutaj dekoracyjność i linearyzm, chociaż intencje malarza miały, poznawczy charakter. Rysunki te wyprzedzały swoją epokę, a jak dalece były nowoczesne po przeszło ćwierćwieczu, niech świadczy fakt, że 'Oset' (z 1876–1878) występuje wielokrotnie jako winieta w secesyjnym 'Sfinksie' 1909 i 1912 roku”.
Na dekoracyjne walory wczesnych szkiców Masłowskiego zwracała również uwagę Halina Cękalska-Zborowska (1969) w swej pracy: „Wieś w malarstwie i rysunku naszych artystów” pisząc, że [...] „Wśród wiejskich motywów, ujętych często w skrótową formę ze skłonnością do podkreślenia jej dekoracyjnych wartości, na specjalne może miejsce wysuwają się motywy roślin i kwiatów, z bodiakami, ostami, które artysta opracowuje wiele razy[...]. Maki, ślazy, dziewanny, dmuchawce, trawy, trzciny, ten bardzo interesujący materiał [...] jest wątkiem charakterystycznym dla twórczości tego artysty, dla jego własnych poszukiwań.” W dalszym ciągu podkreślała prekursorski charakter tych prac, gdyż – jej zdaniem – Masłowski „na wiele lat zanim secesja pojawi się w naszym malarstwie, będzie wrażliwy na wartości linearne, na rytmizowanie dekoracyjne linii, będzie skłonny do ujmowania przedstawianej natury w ornamentacyjne formy.” [...]

## Literatura
- Halina Cękalska-Zborowska(inne języki): Wieś w Malarstwie i rysunku naszych artystów, Warszawa 1969, wyd. Ludowa Spółdzielnia Wydawnicza
- Stanisław Masłowski – Materiały do życiorysu i twórczości, oprac. Maciej Masłowski, Wrocław, 1957, wyd. „Ossolineum”
- Stanisław Masłowski Akwarele 12 reprodukcji barwnych, wstęp opracował i dokonał wyboru materiału ilustracyjnego Maciej Masłowski, Wydawnictwo Sztuka, Warszawa 1956
- Tadeusz Dobrowolski: Nowoczesne malarstwo polskie, t. 2, Wrocław-Kraków, 1960, wyd. „Ossolineum”
- Polski Słownik Biograficzny, Wrocław – Warszawa – Kraków – Gdańsk, 1975, wyd. „Ossolineum”, tom XX/1, zesz. 84
- Sfinks, 1909, nr 8
- Ludwik Grajewski: Bibliografia ilustracji w czasopismach polskich XIX i pocz. XX w (do 1918 r.), Warszawa 1972, PWN